# Thōmas Iōannou
Thōmas Iōannou (in greco Θωμάς Ιωάννου?; Pafo, 19 luglio 1995) è un calciatore cipriota, difensore dell'Akritas Chlōrakas.

## Caratteristiche tecniche
È un terzino sinistro.